# Fossé d'Elsinore
Le fossé d'Elsinore est un graben dans le comté de Riverside, dans le sud de la Californie. Il est créé par la zone de faille d'Elsinore,.

## Situation
Il est situé entre les Monts Santa Ana à l'ouest et les monts Temescal (en) du bloc de Perris (en) et du bassin de Temecula à l'est.

## Géologie
Cette vallée du graben est divisée en une série de sections par des failles transversales. Ces plus petites vallées graben sont la vallée de Temescal (en), la vallée d'Elsinore (en) d'Elsinore, la Temecula Valley et la vallée de Wolf (en),. La zone de faille qui caractérise le fossé d'Elsinore marque l'une des principales lignes tectoniques du sud de la Californie. 
une érosion post-crétacé étendue des unités cristallines a entraîné le dépôt de quantités importantes de sédiments dans le fossé d'Elsinore.
Dans le fossé d'Elsinore, au nord de la partie double coincée de la zone de faille, le glissement horizontal total de la faille d'Elsinore est de 10 à 15 km.
Hull et Nicholson déduisent un âge maximum de la faille septentrionale d'Elsinore dans le fossé d'Elsinore (où la zone de faille est monocaténaire) de 2,5 Million d'années sur la base de fossiles dans les sédiments de fossé les plus anciens, tandis que Johnson et al. datent la fin de la sédimentation et le début de la déformation au sein du bassin à 0,9 Ma et associent la déformation (rotation) au cisaillement dû à une faille d'Elsinore traversante .
Dans la région de Corona,  le fossé d'Elsinore est probablement un synclinal défectueux.
Le Lac Elsinore (en), se trouve dans un bassin, la vallée d'Elsinore (en), une vallée du Rift du Graben et une partie du fossé d'Elsinore. C'est le plus grand étang d'affaissement de la zone de faille d'Elsinore.

## Villes
Les villes de Corona, Lake Elsinore, Murrieta, Temecula et Wildomar ; la zone territoriale délimitée de référence statistique démographique de la vallée de Temescal ; et la Réserve de la Bande Pechanga des Indiens de la Mission Luiseno est située dans le fossé d'Elsinore.